# 光子带
光子带（光子环，Photon Belt）來自於新纪元运动的信仰內容。其主张地球将在2012年12月22日完全進入光子带，并认为这一交互作用将导致长达2至3日的极昼或极夜，其间电气设备将大范围地失效。

## 信仰內容
該信仰主張:
太陽系是繞昴宿星團的昴宿六為中心，以兩萬六千年為周期運行，每一萬一千年通過光子帶一次。太陽系自1987年春分起，便進入光子帶，每一年進入10天又離開，在下一年再加10天，約在2012年冬至完全進入光子帶。

信仰者认为，如果太阳系进入光子带，将发生一系列不可思议的变化。黑暗三日是发生在地球层面进入巨大的光子带之中，由于光过于强力且粒子如此之多，使得当地球移入光子能量，它可以说是将阳光挡在外面。光子能量的本质可说是有着将阳光阻挡在外的能力，然而太阳的一些热能会透进来，使地球不用经历到冰河期。但届时将会变得非常寒冷。身体将会进行频率的转换，以抵消大多数人会经验到活动能力的丧失。

## 歷史
德國學者保罗·奥托·黑森（Paul Otto Hesse）於1949年在其名爲『Der Jüngste Tag』（最後一日）的書中首先提出了將會完全包裹住地球的「光帶（band of light）」或「光子環（ring of photons）」的概念。
1977年，諾斯底主義的提倡者薩麥爾·恩·沃爾在其講義中引用了黑森的上述概念，稱其爲「Alcyone’s rings」（昴宿六的光環），並具體地描述了地球和太陽進入其中可能引發的現象，包括可持續110小時的黑暗。沃爾同時認爲，地球於1962年已經進入該環狀區域。
真正把這一概念普及到大衆的是澳大利亞雜誌『Australian International UFO Flying Saucer Research Magazine』（澳大利亞國際UFO飛碟研究）於1981年刊載的文章『The Photon Belt Alcyone Saga』（光子帶昴宿六史話）。

## 此信仰與現實牴觸之處
- 除了科幻作品和該信仰相關著作外，並沒有任何科學文獻或天文觀測記錄顯示這樣的天體存在。
- 該信仰主張太陽系以兩萬六千年為周期繞昴宿星團公轉，然而現在已知太陽系並未繞昴宿星團任何一顆恆星公轉。

## 外部連結
- 地球正在進入光子帶（页面存档备份，存于）